# João Avelino Gomes
João Avelino Gomes, mais conhecido apenas como João Avelino ou como 71 (Andradas, 10 de novembro de 1929 — São Paulo, 24 de novembro de 2006), foi um treinador de futebol brasileiro, que se destacou principalmente por suas passagens em dois clubes da cidade paulista de São José do Rio Preto: o América-SP e o Rio Preto.

## Carreira
Apesar das várias passagens por América (8 passagens) e Rio Preto (4 passagens), João Avelino conquistou seu título de maior relevância muitos anos depois de começar sua carreira, mais precisamente no ano de 1977, quando, ao lado do treinador Oswaldo Brandão (como auxiliar-técnico), conquistou o Estadual daquele ano.

## Títulos

### Como treinador
América-SP
- Campeonato Paulista - Segunda Divisão (atual Série A2)[nota 2]: 1957

### Como auxiliar-técnico
Corinthians
- Campeonato Paulista: 1977

## Campanhas de destaque

### Como treinador
América-SP
- Campeonato Paulista - Primeira Divisão (atual Série A2)[nota 3]: 1962 (vice-campeão)

## Origem do apelido "71"
Ainda com 22 anos, João Avelino cursara o SENAI, sendo que seu número de inscrição era o 71. Depois disso, o número acabou se transformando em um carinhoso apelido, com o qual João Avelino ficou conhecido durante toda sua vida, inclusive no futebol.

## Morte[6]
No ano de 2000, quase dois anos após sua aposentadoria, João Avelino começou a apresentar sinais evidentes do Mal de Alzheimer, doença essa que, seis anos depois, causou seu falecimento, aos 77 anos.